# Южный австралийский дрозд
Южный австралийский дрозд или южный кустарниковый дрозд (лат. Drymodes brunneopygia) — вид птиц из семейства австралийских зарянок. Эндемик Австралии.
МСОП виду присвоен статус LC.

## Описание
Довольно крупный дрозд, длина взрослых особей достигает 22 см, примерно треть из которых приходится на хвостовые перья.

## Поведение
Питаются насекомыми и другими мелкими беспозвоночными. В кладке — и это особенность данного вида дроздов — всего одно яйцо серо-зелёной камуфляжной окраски. Яйцо откладывают между июлем и декабрем.